# Dorkás
A Dorkás görög eredetű név, jelentése gazella.

## Gyakorisága
Az 1990-es években szórványos név, a 2000-es években nem szerepel a 100 leggyakoribb női név között.

## Névnapok
ajánlott névnap:
február 6.